# Mr. Carlis und seine abenteuerlichen Geschichten
Mr. Carlis und seine abenteuerlichen Geschichten ist eine von der ARD im Jahr 1977 produzierte Fernsehserie. Sie wurde ab November 1977 vom Westdeutschen Rundfunk Köln im Vorabendprogramm wöchentlich ausgestrahlt. Der Hauptdarsteller aus der Serie Die Kriminalerzählung klärt 13 weitere Fälle auf.

## Handlung
Detektiv Carlis befindet sich nun im Ruhestand und widmet sich ganz der Literatur. Er engagiert die junge Buchhändlerin Peggy, um in seine umfangreiche Bibliothek etwas Ordnung zu bringen. Während ihrer Tätigkeit bei Carlis erzählt der Ex-Detektiv aus seinem spannenden Berufsleben.

## Hintergrund
Vorläufer dieser Fernsehserie waren die Serien Detektiv Quarles aus dem Jahr 1968,  Die Kriminalnovelle  von 1970 und Die Kriminalerzählung von 1973. Eric Pohlmann war als Detektiv Quarles oder später Carlis von Anfang an dabei. Die Drehbücher basieren auf Erzählungen von Nikolai Wassiljewitsch Gogol, Wilhelm Hauff, Leo Tolstoi, Prosper Mérimée, W. Somerset Maugham und anderen.

## Gastdarsteller
Unter anderen hatten Doris Kunstmann, Christian Wolff, Karl Michael Vogler, Uschi Glas, Bruno Dietrich, Günter Pfitzmann, Heinz Weiss, Wolfgang Kieling, Monika Lundi und Maria Sebaldt in dieser Serie Gastauftritte.

## Episoden
| Folge | Titel                          | Erstausstrahlung |
| ----- | ------------------------------ | ---------------- |
| 1     | Du sollst nicht stehlen        | 8. November 1977 |
| 2     | Das Liebesnest                 | 1977             |
| 3     | Ein süßer Neffe                | 1977             |
| 4     | Drei dicke Damen               | 1977             |
| 5     | Aufgeklärt                     | 1977             |
| 6     | Lord Mountdrago                | 1977             |
| 7     | Gastfreundschaft               | 1977             |
| 8     | Gigolo und Gigolette           | 1977             |
| 9     | Der Jahrmarkt von Sorotschinzy | 1978             |
| 10    | Das blaue Zimmer               | 1978             |
| 11    | Der Kaufmann von Wladimir      | 1978             |
| 12    | Die Sängerin                   | 1978             |
| 13    | Mr. Frisbie                    | 1978             |